# Спікер
Спі́кер (англ. Speaker, дос. «оратор, промовець, речник») — в західних країнах голова законодавчих зборів, політичного органу, парламенту.

## Вживання терміна
Термін широко розповсюджений у політичному лексиконі, але як офіційна назва посади вживається тільки в англомовних країнах.

## Історія
Вперше посада спікера парламенту була введена в 1377 році в Палаті громад, першим спікером був Томас Хангерфорд (Thomas Hungerford).

## Основні функції
Основні функції спікера парламенту — організація засідань Парламенту, дотримання регламенту. В ряді країн у випадку утворення вакансії поста президента тимчасово виконує обов'язки президента саме спікер Парламенту.

## Особливості у США
У США спікер Конгресу є третьою за політичним рангом особою в державі. В разі критичної або кризової ситуації він може виконувати обов'язки голови держави (президента) в разі відмови або неможливості двох перших осіб — президента та віце-президента.